# Neil Hans
Neil Hans (24 aprile 1988) è un ex calciatore papuano, di ruolo attaccante.

## Carriera

### Club
Nel corso degli anni ha giocato complessivamente 11 partite nella OFC Champions League, tutte con la maglia dello Hekari United, con cui nella stagione 2009-2010 ha anche vinto la competizione; in seguito è anche sceso in campo, l'8 dicembre 2010, nella partita del Mondiale per Club persa dalla sua squadra per 3-0 contro l'Al Wahda.

### Nazionale
Ha preso parte alla Coppa delle nazioni oceaniane 2012, in cui ha anche segnato 1 gol su rigore nella partita persa per 2-1 contro la Nuova Zelanda.

## Palmarès

### Club

#### Competizioni nazionali
- Campionato papuano: 3

Hekari United: 2009-2010, 2010-2011, 2011-2012

#### Competizioni internazionali
- OFC Champions League: 1

Hekari United: 2009-2010